# Celebrity Constellation (schip, 2002)

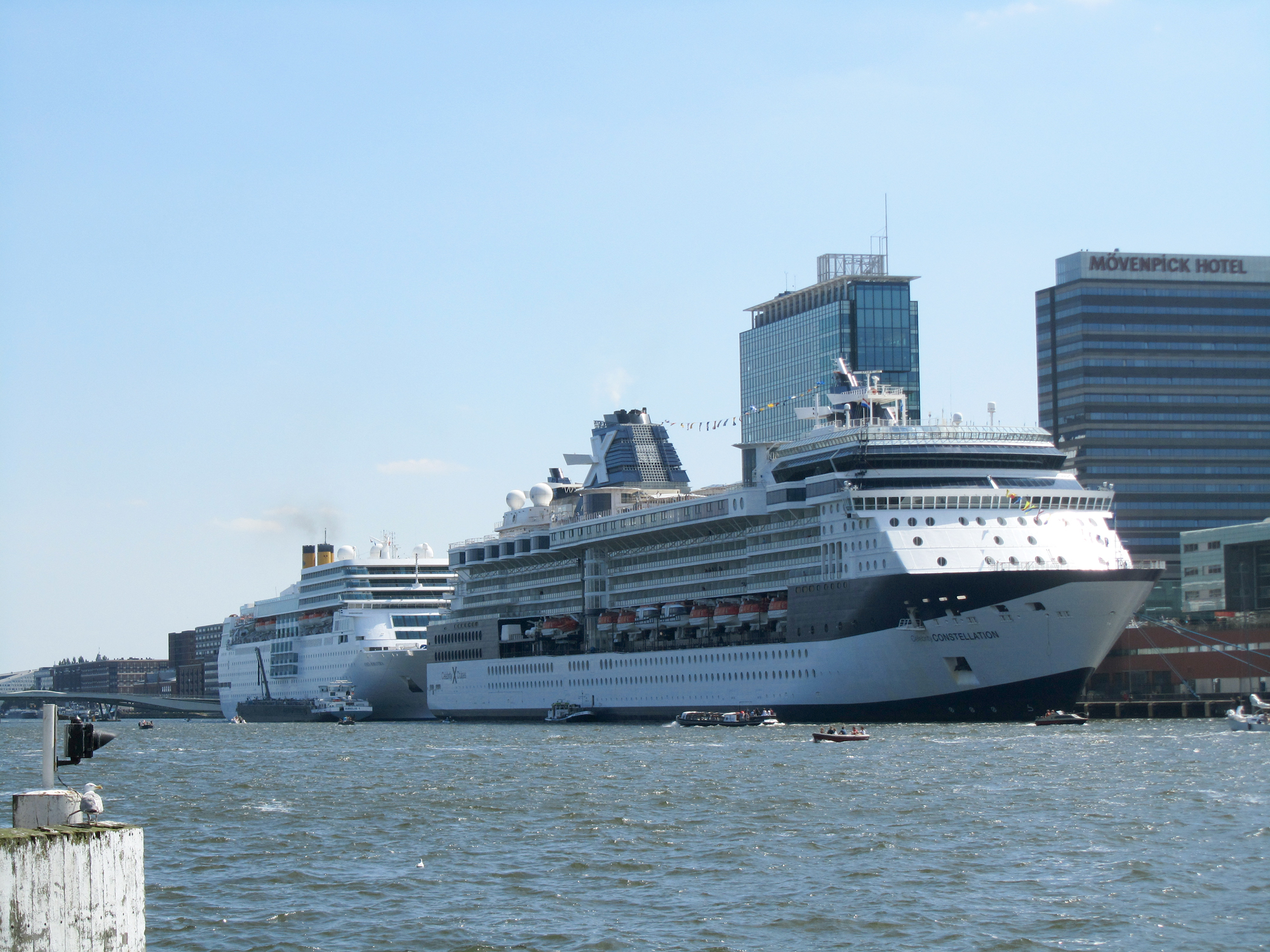
De Celebrity Constellation, rechts, bij de Passenger Terminal Amsterdam

De Celebrity Constellation is een cruiseschip van Celebrity Cruises. Het is het vierde cruiseschip van de Millennium-klasse. Het schip heette oorspronkelijk Constellation, maar werd in 2007 Celebrity Constellation genoemd.
Dit zusterschip van de Millennium, Infinity en Summit biedt dezelfde faciliteiten van deze serie. Het schip heeft een tonnage van 90.288 ton en heeft een lengte van 294 meter. Het is 32,2 meter breed en beschikt over 11 dekken. Het schip heeft 1000 bemanningsleden en biedt plaats 1.950 passagiers. Passagiers kunnen dineren in twee restaurants, waarvan één specialiteitenrestaurant.